# Франкавила Фонатна
Франкавила Фонатна (итал. Francavilla Fontana) је насеље у Италији у округу Бриндизи, региону Апулија.
Према процени из 2011. у насељу је живело 33415 становника. Насеље се налази на надморској висини од 146 м.

## Географија
| Клима (Франкавила Фонатна) | Клима (Франкавила Фонатна) | Клима (Франкавила Фонатна) | Клима (Франкавила Фонатна) | Клима (Франкавила Фонатна) | Клима (Франкавила Фонатна) | Клима (Франкавила Фонатна) | Клима (Франкавила Фонатна) | Клима (Франкавила Фонатна) | Клима (Франкавила Фонатна) | Клима (Франкавила Фонатна) | Клима (Франкавила Фонатна) | Клима (Франкавила Фонатна) | Клима (Франкавила Фонатна) |
| Показатељ \ Месец          | .Јан.                      | .Феб.                      | .Мар.                      | .Апр.                      | .Мај.                      | .Јун.                      | .Јул.                      | .Авг.                      | .Сеп.                      | .Окт.                      | .Нов.                      | .Дец.                      | .Год.                      |
| -------------------------- | -------------------------- | -------------------------- | -------------------------- | -------------------------- | -------------------------- | -------------------------- | -------------------------- | -------------------------- | -------------------------- | -------------------------- | -------------------------- | -------------------------- | -------------------------- |
| [ тражи се извор ]         |                            |                            |                            |                            |                            |                            |                            |                            |                            |                            |                            |                            |                            |

## Становништво
| 1931.  | 1936.  | 1951.  | 1961.  | 1971.  | 1981.  | 1991.  | 2001.  | 2011.  |
| ------ | ------ | ------ | ------ | ------ | ------ | ------ | ------ | ------ |
| 21.372 | 22.140 | 27.663 | 30.300 | 31.847 | 32.912 | 33.995 | 36.274 | 36.955 |